# Cixius hachijonis
Cixius hachijonis är en insektsart som beskrevs av Matsumura 1914. Cixius hachijonis ingår i släktet Cixius och familjen kilstritar. Inga underarter finns listade i Catalogue of Life.